# 싸이오이노신 일인산
싸이오이노신 일인산(영어: thioinosine monophosphate, TIMP) 또는 싸이오이노신산(영어: thioinosinic acid)은 면역억제제인 아자티오프린의 중간 대사산물이다.

## 같이 보기
- 이노신 일인산 (IMP)